# 雨、逃出去之后
《雨、逃出去之后》是GAINAX制作的日本电视动画《新世纪福音战士》的第四集，由萨川昭夫编剧，加贺刚导演，于1995年10月25日首次在东京电视台播出。该系列主要以一场世界性大灾难发生15年后的要塞都市第三新东京市为舞台。主角是十几岁的少年碇真嗣，他的父亲碇源堂将他招募到NERV组织，并命令其驾驶巨型人型机甲“Evangelion”（俗称：EVA），跟敌人“使徒”战斗。本集中，真嗣迫于身为EVA驾驶员的压力而离家出走。在第三新东京市周围游荡后，他必须在离开或者留在NERV这两个选择之间做出抉择。
《雨、逃出去之后》的制作是在第五和第六集完成后才开始的，其定稿内容与制作人员最初的设计相比差别较大。本集也是总导演庵野秀明在本剧中唯一没有参与导演或剧本创作的一集。这一集英文标题引用了德国哲学家阿图尔·叔本华提出的同名概念“刺猬困境”。本集在日本电视首播时收视率为5.8%，因聚焦主人公的心理描述，受到了影评家们的普遍好评，同時也欣赏本集对“刺猬困境”这一意境的的哲学主题和指导性选择，如自然景观的表现和静止图像的使用。

## 剧情
NERV作战指挥葛城美里发觉被她监护的未成年人、EVA正式驾驶员碇真嗣已经离开她家出走了。真嗣漫无目的地游荡在第三新东京市的周围，并遇到了独自在户外帐篷里玩生存游戏的同学相田剑介。早上，真嗣最终被NERV发现并被身着黑衣的人们护送回到NERV总部。在那里他选择放弃驾驶员身份，回归过去的生活。之后真嗣被带到车站，准备登上一列政府专列。在车站，他遇到了剑介和曾在上一集中打了他的铃原冬二。在剑介的推动下，冬二与真嗣二人就此和解。美里开车来到车站，以为真嗣已经离开了。但她最终发现了在站台上并没有登车离开的真嗣，两人相视一笑并互道归家。

## 制作
在剧集开发之初，《雨、逃出去之后》并未在原始剧本之列，而最初计划的第五集《零、心的彼方》将紧接在第三集《没有响过的电话》之后。总导演庵野秀明先完成了该系列的第五和第六集，但在回頭檢視第三集《没有响过的电话》時，覺得必須加入第四集。第三集的原剧本中，在与使徒Shamshel的战斗之后，真嗣就与铃原冬二和相田剑介成为了朋友，並在家接到了他们的电话。然而，製作人員認為這樣的劇情安排不合理，真嗣不應該在短短一集內就和鈴原等人打好關係，因此改寫第三集，並在第四集裡描繪了新的和解情節。此外，庵野秀明在製作第四集時決定要超越普通动画，寫實地描寫人物。
这一集的剧本是在第五集的剧本已经定稿之后写的，这使得《雨、逃出去之后》成为导演庵野秀明唯一没有直接参与剧情和剧本创作的一集。本集剧本由萨川昭夫编写，而佐藤顺一，也就是人称的“甚目喜一”则绘制了分鏡。本集由加贺刚导演，重田智担任作画监督。本集在早期企畫書中被命名为《14岁，开始之日》。根據企畫書上的描述，在本集中，真嗣的生日到了，但他的父亲源堂忽略了儿子的生日。在绫波零尝试为他们父子俩做晚餐时，美里则为真嗣的某事做决定。
在本集的制作过程中，制作人员曾考虑以美里的日记作为这一集的开头和结尾，但这个想法被放弃了，但创意被最终用于电影《新世纪福音战士剧场版：死与新生》（1997年）。《雨、逃出去之后》的剧本草稿中也提到了被从背景广播中抹除的日期信息。根据这个信息，这一集的时间跨度是在公元2015年7月15日至18日。此外，在真嗣观看关于第二次撞击的灾难片的一个场景中，制作组出于现实主义目的制作并配音了一段“戏中戏”。这一片段的配音囊括了为本剧以及电影版所有主要角色配音的演员，其中就包括永野广一、优希比吕、林原惠、立木文彦（饰演医生）、岩永哲哉和关智一（饰演助手）等。在接下来的场景中增加了一个绫波被用计算机进行扫描分析的镜头，在这个镜头中，正常的细胞图像被整合到计算机生成的效果中。
在本集，现实中的地理场景，如厚木、強羅、大涌谷以及芦之湖等都出现在画面中。一款名为小田急7700系CHiSE车的虚构JR列车也出现在了本集中。林原惠和优希比吕分别为列车上的女性和男性广播员配音。在真嗣夜间游荡在第三新东京市的片段中，林原惠和宫村优子分别为两个妓女配音。最后一幕發生的地點設定在新箱根汤本车站，制作人员从真实的箱根汤本站中获得设计灵感。由黑衣人领着真嗣走进的楼梯被描绘成黑暗的，类似于监狱的走廊。另一辆与小田急10000系HiSE车风格相似的小田急浪漫特快列车，以及一辆由美里驾驶的未经改装的雷诺Alpine A310跑车也出现在场景中。在同一场景中，奥井雅美1995年首发专辑《Gyuu》中的歌曲Bay side love story -from tokyo-以及FACE被用作背景音乐。在这一集的结尾，添加了一段真嗣和美里在站台50秒长互相对视的镜头。这一镜头本来的时长应该是一分钟，但是制作人员决定在后期拍摄过程中删掉了一部分。

## 文化参考和主题

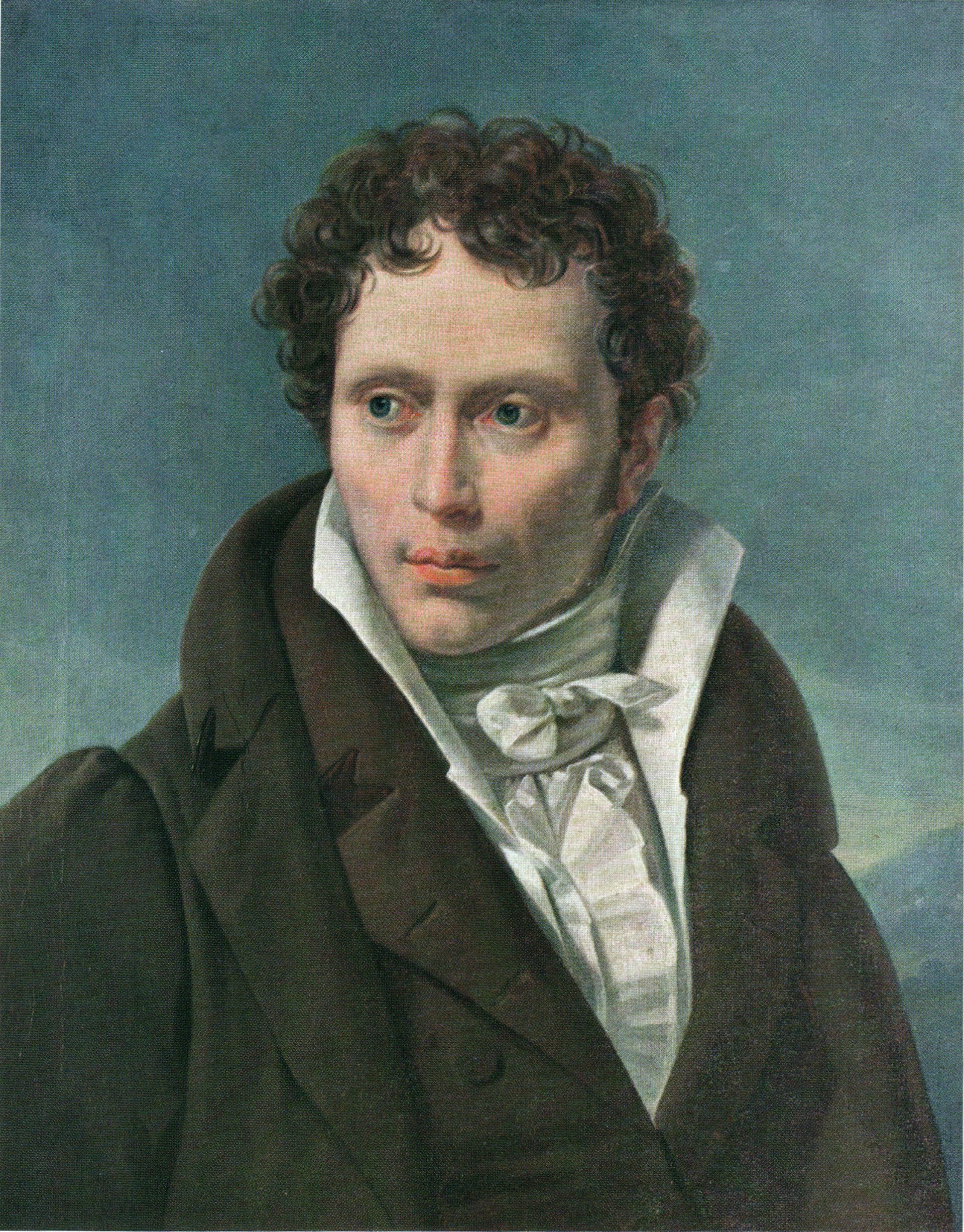
这一集的英文标题取自德国哲学家阿图尔·叔本华的短篇小说。

这一集的英文标题《Hedgehog's Dilemma》引用了阿图尔·叔本华“刺猬困境”的精神分析学概念，在前一集中第一次被提到，通常用来描述带有边缘性人格障碍的个体的行为。就像叔本华在《附录与补遗》中表述的一样，真嗣害怕受伤，不敢与人接触。他与葛城美里的关系遵循叔本华的理念，因为他们都曾受到过伤害，但都在寻找对方。另一方面，美里也是这个困境的受害者。在本集中，她意识到真嗣的弱点和沟通障碍。负责意大利语版制作的Gualtiero Cannarsi注意到，在这一集的结尾，两个角色走得更近而没有互相伤害。叔本华的“刺猬困境”概念最初以豪猪命名，或者叫做Hystricidae（德語：Stachelschweine）；然而，本剧的制作人员选择了另一种翻译。他们想把真嗣描绘成一只刺猬，一种比豪猪的刺更小、更具钝感的动物，这暗示了这个角色将会更加敏感。此外，根据导演庵野秀明的说法，当真嗣在新箱根汤本车站说“我回来了”时，意味着他成长旅程的第一阶段就此结束了。
真嗣暂时从NERV辞职是对电视连续剧《密谍》的致敬，而作家达尼·卡瓦拉罗（Dani Cavallaro）注意到，真嗣在竞选场地漫步的场景中出现了“梵高风格的向日葵”。佐藤顺一把本剧的第三和第四集比作《机动战士V GUNDAM》，而影评人马里奥·帕斯夸里尼则把真嗣在地藏菩萨雕像附近停留的场景比作电影《龙猫》（1988年）中的类似场景。Cannarsi还注意到相田剑介在本集中独自在野外玩生存游戏，他把剑介比作出现在GAINAX之前的作品《御宅族的录影带》（1991年）中的一个军迷。Multiversity Comics的马修·加西亚（Matthew Garcia）从庵野秀明的个人经历，尤其是他之前的作品《蓝宝石之谜》的制作中，找到了影响《没有响过的电话》（A Transfer）和《雨、逃出去之后》（Hedgehog’s Dilemma）这两集的相关因素。根据他的说法，就像庵野秀明在《蓝宝石之谜》中所表达的一样，真嗣在本片中“陷入了一种他所不理解或者没有太多投入的境地”。
《没有响过的电话》和《雨、逃出去之后》的主题都是人际沟通。Cannarsi以及日本版《新世纪福音战士》增补材料的编辑小黑祐一郎注意到，除了在这一集中表现出很好的沟通技巧的剑介之外，《新世纪福音战士》中的其他人物都有一定的沟通困难。在《雨、逃出去之后》这一集中，剑介在他的同学冬二和真嗣之间使用了辩证技巧，但Cannarsi和小黑祐一郎把剑介的交流能力描述为一种可以掩盖孤独和内心脆弱的防御机制。《今日心理学》杂志的沃尔特·维特因真嗣的消极和顺从态度而将其行为比作的存在主义概念中的自欺，以及阿尔贝·加缪的“哲学自杀”。在这一集中，真嗣逃离现实，用他的听音乐，但显示屏上显示一直在第25和26首歌曲之间重复播放。《新世纪福音战士》漫画英文版的编辑卡尔·古斯塔夫·霍恩（Carl Gustav Horn）将这些歌曲与电视动画的最后两集联系起来，以一种疑问的方式结束了这一剧集。此外，Film Daze网站的Joshua Sorensen将真嗣在本集中的态度比作“宅男”；“宅男”是一个日语词汇，指痴迷于电脑或流行文化的特定方面而社交技能退化的一类人。本剧副导演鹤卷和哉指出，在第一集中就可以看出真嗣与其他角色之间存在“遥远、尴尬的交流”。他形容《新世纪福音战士》是一个针对宅男的“关于交流的故事”，据导演庵野秀明说，宅男对自己时常过于封闭。

## 反响
《雨、逃出去之后》于1995年10月25日首次播出，在日本电视台的收视率为5.8%。这一集受到了评论家们的普遍好评。为The Verge供稿的Stephen Bijan将这一集的剧情描述为整部剧中最紧张的情节之一，而真嗣的反应也很有启发性。他还认为这一集是“将其哲学影响综合成一个连贯的、有凝聚力的整体”的表演能力的一个范例。动画新闻网评论家尼克·克里默（Nick Creamer）形容本集“令人痛心”，是一种“完全由色调和视觉驱动的体验”。EX.org的彼得·卡希尔（Peter Cahill）赞扬了《没有响过的电话》和《雨、逃出去之后》，但也表示“动作爱好者可能会对故事有点失望”，因为人物心理学在本级的叙事中比机甲格斗更重要。Film School Rejects的马克斯·科维尔（Max Covill）将本集列为《新世纪福音战士》全剧最差的其中一集，他批评真嗣“爱发牢骚，不讨人喜欢”，认为存在这些负面特征是因为剧本没有总导演庵野秀明的参与，但他也将真嗣与美里之间的对话场景（背景是NERV的标志）列为该系列的“完美镜头”之一。漫画书资源网的安东尼·格拉姆格利亚（Anthony Gramuglia）为真嗣拒绝驾驶Evangelion及其弱点进行了辩护，他将真嗣与日本动画《机动战士高达》中的阿姆罗·雷相比较，称后者在动漫爱好者眼中“更受欢迎”。
Animé Café的日本评论家Akio Nagatomi将剑介独自玩生存游戏的场景描述为该集中呈现的“不协调的人物特征”的一个例子。他还说，观众从来不关心情节的发展，因为“它只是没有那么好描述”。Jane Nagatomi同样认为结局“足够可以预测”，但称赞真嗣、冬二与剑介谈话的场景“真的很可爱”，“绝对有点不同”。作家兼动漫评论家达尼·卡瓦拉罗（Dani Cavallaro）认为，真嗣在《雨、逃出去之后》这一集中乘坐火车的经历为该剧的导演风格提供了一个“典型的例子”。他说，当真嗣试图逃避自己的责任时，周围的沉默“令人钦佩地简洁地唤起了他与人类同胞的病态分离”。卡瓦拉罗还称赞离家出走后真嗣与美里之间的交流表现出“情绪紧张”。作家丹尼斯·雷德蒙德（Dennis Redmond）形容这一集中展示的第三新东京市周边的自然景色“美极了”。的劳伦·奥尔西尼（Lauren Orsini）赞扬了最后一场景中真嗣和美里之间静止的画面，称其为现代电视剧狂热动作中“令人耳目一新的替代品”，是“对噪音的无声回应，使我们能够与这些角色并肩向内看”。这一集的哲学意境受到了评论家们的普遍赞赏。《今日心理学》的沃尔特·维特也将刺猬困境概念的普及归因于本剧。基于这一集的官方商品也已经发布，包括打火机、雨伞和T恤衫等等。

## 脚注